# Пусти Явор
Пусти Явор (словен. Pusti Javor) — поселення в общині Іванчна Гориця, Осреднєсловенський регіон, Словенія. Висота над рівнем моря: 360,4 м.